# Giulio Einaudi
Giulio Einaudi (* 11. Februar 1928 in San Damiano Macra, Provinz Cuneo, Italien; † 28. Dezember 2017 in Cuneo) war ein italienischer Geistlicher, römisch-katholischer Erzbischof und Diplomat des Heiligen Stuhls.

## Leben
Giulio Einaudi, Sohn einer Bauernfamilie, besuchte das Kleine Seminar von St. Augustinus und studierte Philosophie und Theologie am Priesterseminar des hl. Nikolaus in Saluzzo. Am 29. Juni 1951 empfing er durch Bischof Egidio Luigi Lanzo in der Kathedrale von Saluzzo die Priesterweihe. Er war zunächst Kaplan in Saluzzo und studierte dann Theologie und Kirchenrecht an der Universität Gregoriana und der Lateranuniversität. Nach einer Ausbildung an der Päpstlichen Diplomatenakademie trat er am 1. August 1960 in den diplomatischen Dienst des Heiligen Stuhls ein. Er war Nuntiatursekretär in Thailand, Malaysia und Singapur mit Sitz in Bangkok (1960–1965) und in der Nuntiatur in den Vereinigten Staaten von Amerika mit Sitz in Washington DC (1965–1971), Nuntiaturrat in Ruanda und Burundi mit Sitz in Kigali und Bujumbura (1971–1974) sowie Nunziaturrat in Portugal mit Sitz in Lissabon (1974–1976).
Papst Paul VI. ernannte ihn am 10. November 1976 zum Apostolischen Pro-Nuntius in Pakistan und Titularerzbischof von Villamagna in Tripolitania. Der Kardinalpräfekt der Kongregation für die Evangelisierung der Völker, Agnelo Rossi, spendete ihm am 2. Januar des nächsten Jahres die Bischofsweihe; Mitkonsekratoren waren Domenico Enrici, Offizial des Staatssekretariates, und Antonio Fustella, Bischof von Saluzzo.
Einaudi war von 1976 bis 1980 Apostolischer Pro-Nuntius in Pakistan und Visitor in Afghanistan mit Sitz in Islamabad, von 1980 bis 1988 Nuntius in Kuba mit Sitz in Havanna, von 1988 bis 1992 Nuntius in Chile mit Sitz in Santiago und von 1992 bis 2003 Nuntius in Kroatien mit Sitz in Zagreb.
Sein altersbedingtes Rücktrittsgesuch nahm Papst Johannes Paul II. am 4. August 2003 an. Er war in der Diözese Saluzzo Pfarrer in den Pfarreien von Busca und im Valle Maira. Er wurde 2008 mit der Ehrenbürgerschaft von Busca ausgezeichnet.

## Schriften
- Ricordi di un Nunzio. Don Giulio Einaudi, Fusta Editore, Saluzzo, 2010, 136 Seiten (Autobiografie)